# زردپی پهن دوسر بازو
زردپی پهن دوسر بازو (انگلیسی: Bicipital aponeurosis) یک زردپی پهن در ماهیچه دوسر بازو است که در حفره آرنج جای گرفته و ساختارهای سطحی را در بخش اعظم این حفره از ساختارهای عمقی جدا می‌کند.
زردپی پهن دوسر بازو از پیوستگاه دورسوی (دیستال) ماهیچه دوسر بازو منشا می‌گیرد.